# Морський вугор південний
Морський вугор південний (Conger verreauxi) — риба родини Конгерових (Congridae). Поширений в Індійському та Тихому океанах від берегів західної Австралії (Новий Південний Уельс) до Нової Зеландії. Морська рифова риба до 125 см довжиною.